# Simone Behnke

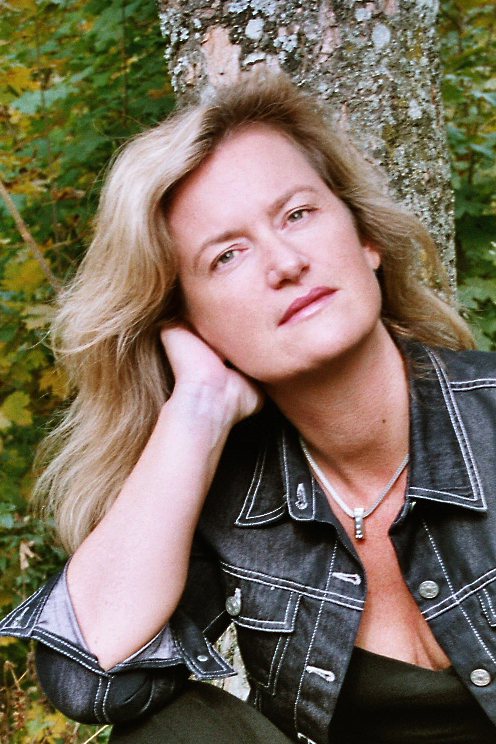
Simone Behnke, Autorin

Simone Behnke (* 1. April 1967) ist eine deutsche Schriftstellerin. In ihren belletristischen Werken widmet sie sich außergewöhnlichen Menschen, die ihr Leben einer seltenen Berufung verschrieben haben. Die Schauplätze in ihren Werken sind real existent.

## Leben
Nach einem medizinpädagogischen Studium übte sie zunächst drei Jahre den Beruf einer Krippenpädagogin aus. 1992 erfolgte ihre zweite Berufsausbildung zur Reiseverkehrskauffrau. Im Jahre 2005 debütierte sie als Schriftstellerin mit ihrem Roman Federspiel.

## Werke
- Mittsommernächte, Roman, erschienen 2006 im Lübbe Verlag, ISBN 3-404-15496-7
- Federspiel, Roman, erschienen 2004 im Lübbe Verlag, ISBN 3-404-15261-1